# Магнетска левитација
Магнетска левитација или МАГЛЕВ је технологија базирана на магнетизму у којој један објекат лебди (левитира) над другим без икакве механичке потпоре, само уз помоћ магнетског поља. У њему се дејство гравитационе силе поништава дејством електромагнетске силе истог интензитета и правца, али супротног смера чиме се постиже лебдење. Ерншоова теорема је доказала да је ова технологија неизводљива у пракси коришћењем класичних електромагнетских поља јер је систем нестабилан. Међутим уз помоћ електронске стабилизације или дијамагнетика могуће је извести стабилну магнетску левитацију. Једна од практичних примена ове технологије је у тзв. МАГЛЕВ возовима који су и даље у фази испитивања, али су до сада показали сјајне резултате развивши брзину од 581 km/h.